# オトメイト
オトメイトは、アイディアファクトリー株式会社とデザインファクトリー株式会社の女性向け恋愛ゲーム（乙女ゲーム）ブランド。ここでは姉妹ブランドのオトメイトf（フォルテ）についても解説する。

## 概要
女性向け恋愛ゲームの開発と販売を目的に、2007年4月10日アイディアファクトリー株式会社とデザインファクトリー株式会社が共同設立した独立ブランド。アイディアファクトリーが運営していた『ＩＦ乙女いと♪』(アイエフ オトメイト)が母体となった。現在はヴァンテアンシステムズ株式会社等複数の製作会社が開発を行っている。

## 作品一覧

### PlayStation 2
- ふしぎ遊戯 玄武開伝 外伝 鏡の巫女（2005年6月23日）
- 星の降る刻（2005年9月22日）
- 蜜×蜜ドロップス LOVE×LOVE HONEY LIFE（2006年4月6日）
- 緋色の欠片（2006年7月6日）
- 緋色の欠片 〜あの空の下で〜（2007年2月15日）
- 桜蘭高校ホスト部（2007年4月19日）
- 翡翠の雫 緋色の欠片2（2007年8月9日）
- ウィル・オ・ウィスプ（2007年9月6日）
- 悠久ノ桜（2007年9月27日）
- プティフール（2008年2月28日）
- エーデルブルーメ（2008年4月24日）
- ふしぎ遊戯 朱雀異聞（2008年5月29日）
- っポイ! ひと夏の経験!?（2008年7月17日）
- 蒼黒の楔 緋色の欠片3（2008年8月7日）
- 薄桜鬼 〜新選組奇譚〜（2008年9月18日）
- カヌチ 白き翼の章（2008年10月2日）
- ウィル・オ・ウィスプ 〜イースターの奇跡〜（2008年10月9日）
- カヌチ 黒き翼の章（2009年4月23日）
- アルコバレーノ!（2009年5月14日）
- ワンド オブ フォーチュン（2009年6月25日）
- L2 Love×Loop（2009年8月20日）
- S.Y.K 〜新説西遊記〜（2009年8月20日）
- 薄桜鬼 随想録（2009年8月27日）
- ヒイロノカケラ 新玉依姫伝承（2009年10月1日）
- 緋色の欠片 愛蔵版（2009年10月1日）
- 真・翡翠の雫 緋色の欠片2（2009年10月1日）
- デス・コネクション（2009年12月17日）
- ワンド オブ フォーチュン 〜未来へのプロローグ〜（2010年2月25日）
- S.Y.K 〜蓮咲伝〜（2010年3月11日）
- デザート・キングダム（2010年5月27日）
- 猛獣使いと王子様（2010年6月24日）
- 夏空のモノローグ（2010年7月29日）
- 薄桜鬼 黎明録（2010年10月28日）
- CLOCK ZERO 〜終焉の一秒〜（2010年11月25日）
- PANDORA 君の名前を僕は知る（2010年11月25日）
- アーメン・ノワール（2010年12月9日）
- 猛獣使いと王子様 〜Snow Bride〜（2011年2月24日）

### PlayStation 3
- 薄桜鬼 巡想録（2010年6月17日）
- 緋色の欠片 愛蔵版 〜あかねいろの追憶〜（2011年5月26日）
- 薄桜鬼 黎明録 名残り草（2012年6月28日）

### PlayStation 4
- 薄桜鬼 真改 風華伝（2017年7月13日）
- Code：Realize 〜彩虹の花束〜（2017年8月24日）
- Code：Realize 〜白銀の奇跡〜（2017年12月21日）
- 忍び、恋うつつ ― 万花彩絵巻 ―（2018年2月15日）
- DIABOLIK LOVERS GRAND EDITION（2018年3月29日）

### PlayStation Portable
- ふしぎ遊戯 玄武開伝 外伝 鏡の巫女（2005年6月23日）
- 緋色の欠片 ポータブル（2008年12月18日）
- ウィル・オ・ウィスプ ポータブル（2009年3月26日）
- 薄桜鬼 ポータブル（2009年8月27日）
- アルコバレーノ! ポータブル（2010年1月28日）
- 蒼黒の楔 緋色の欠片3 ポータブル（2010年4月15日）
- 原宿探偵学園 スチールウッド（2010年4月22日）
- 薄桜鬼 遊戯録（2010年5月13日）
- 乙女的恋革命★ラブレボ!! Portable（2010年5月20日）
- B's-LOG パーティー♪（2010年5月20日）
- ワンド オブ フォーチュン ポータブル（2010年6月10日）
- D.C. Girl's Symphony Pocket 〜ダ・カーポ〜 ガールズシンフォニー ポケット（2010年6月24日）
- 華ヤカ哉、我ガ一族（2010年7月1日）
- S.Y.K 〜新説西遊記〜 ポータブル（2010年7月29日）
- 真・翡翠の雫 緋色の欠片2 ポータブル（2010年8月19日）
- 二世の契り（2010年8月26日）
- 薄桜鬼 随想録 ポータブル（2010年8月26日）
- ヒイロノカケラ 新玉依姫伝承 ポータブル（2010年9月30日）
- 恋愛番長 命短し、恋せよ乙女! Love is Power（2010年11月11日）
- 雅恋 〜MIYAKO〜（2010年11月25日）
- ワンド オブ フォーチュン 〜未来へのプロローグ〜 ポータブル（2010年12月2日）
- カヌチ 二つの翼（2010年12月16日）
- デス・コネクション ポータブル（2011年2月3日）
- 華鬼 〜恋い初める刻 永久の印〜（2011年3月17日）
- 学園ヘタリア Portable（2011年3月24日）
- Are you Alice?（2011年4月7日）
- ガーネット・クレイドル ポータブル 〜鍵の姫巫女〜（2011年4月7日）
- S.Y.K 〜蓮咲伝〜 Portable（2011年4月21日）
- 猛獣使いと王子様 Portable（2011年6月30日）
- マスケティア（2011年7月7日）
- ヒイロノカケラ 新玉依姫伝承 ―Piece of Future―（2011年7月14日）
- 二世の契り 想い出の先へ（2011年7月21日）
- 薄桜鬼 黎明録 ポータブル（2011年7月28日）
- AMNESIA（2011年8月18日）
- 月華繚乱ROMANCE（2011年9月15日）
- ワンドオブフォーチュン2 〜時空に沈む黙示録〜（2011年9月29日）
- CLOCK ZERO 〜終焉の一秒〜 Portable（2011年10月13日）
- 神なる君と（2011年10月20日）
- アンジェリーク 魔恋の六騎士（2011年11月17日）
- 華ヤカ哉、我ガ一族 キネマモザイク（2011年12月8日）
- 官能昔話 ポータブル（2012年1月19日）
- 恋愛番長2 Midnight Lesson!!!（2012年1月26日）
- 猛獣使いと王子様 〜Snow Bride〜 Portable（2012年2月23日）
- AMNESIA LATER（2012年3月15日）
- 薄桜鬼 〜幕末無双録〜（2012年3月22日）
- 華鬼 〜夢の続き〜（2012年3月22日）
- ARMEN NOIR portable（2012年4月12日）
- エルクローネのアトリエ 〜Dear for Otomate〜（2012年4月12日）
- 雅恋 〜MIYAKO〜 あわゆきのうたげ（2012年4月19日）
- BROTHERS CONFLICT Passion Pink（2012年5月17日）
- 十三支演義 〜偃月三国伝〜（2012年5月24日）
- 蒼黒の楔 緋色の欠片3 明日への扉（2012年5月31日）
- バクダン★ハンダン（2012年6月14日）
- キミカレ〜新学期〜（2012年7月19日）
- 十鬼の絆 〜関ヶ原奇譚〜（2012年7月19日）
- L.G.S 〜新説 封神演義〜（2012年8月9日）
- 源狼 GENROH（2012年8月30日）
- 白華の檻 〜緋色の欠片4〜（2012年9月20日）
- Confidential Money 〜300日で3000万ドル稼ぐ方法〜（2012年10月4日）
- DIABOLIK LOVERS（2012年10月11日）
- 薄桜鬼 遊戯録弐 祭囃子と隊士達（2012年10月18日）
- ワンド オブ フォーチュン2 FD 〜君に捧げるエピローグ〜（2012年11月22日）
- BLACK WOLVES SAGA -Last Hope-（2012年12月20日）
- Glass Heart Princess（2012年12月20日）
- 乙女的恋革命★ラブレボ!! 100kgからはじまる→恋物語（2013年1月17日）
- いっしょにごはん。PORTABLE（2013年1月24日）
- デザート・キングダム ポータブル（2013年2月21日）
- 夏空のモノローグ portable（2013年3月20日）
- Princess Arthur（2013年3月28日）
- AMNESIA CROWD（2013年4月18日）
- NORN9 ノルン+ノネット（2013年5月30日）
- 恋花デイズ（2013年6月20日）
- 裏語 薄桜鬼（2013年6月27日）
- 華ヤカ哉、我ガ一族 黄昏ポウラスタ（2013年7月11日）
- O*G*A 鬼ごっこロワイアル ハンターは孤島で恋をする（2013年7月18日）
- 十鬼の絆 花結綴り（2013年7月25日）
- しらつゆの怪（2013年8月1日）
- 白華の檻 〜緋色の欠片4〜 四季の詩（2013年9月5日）
- BROTHERS CONFLICT Brilliant Blue（2013年9月12日）
- DIABOLIK LOVERS MORE,BLOOD（2013年10月24日）
- Glass Heart Princess:PLATINUM（2013年11月7日）
- SNOW BOUND LAND（2013年11月21日）
- Jewelic Nightmare（2013年12月26日）
- -8（2014年1月23日）
- 忍び、恋うつつ（2014年1月30日）
- 十三支演義 偃月三国伝2（2014年4月17日）
- クロノスタシア（2014年4月24日）
- Enkeltbillet（2014年7月31日）
- 裏語 薄桜鬼〜暁の調べ〜（2014年8月7日）
- 学園K ‐Wonderful School days‐（2014年10月30日）

### PlayStation Vita
- 薄桜鬼 鏡花録（2013年12月19日）
- AMNESIA V Edition（2013年12月19日）
- DIABOLIK LOVERS LIMITED V EDITION（2013年12月19日）
- 薄桜鬼SSL 〜sweet school life〜（2014年5月22日）
- AMNESIA World（2014年5月22日）
- RE:VICE【D】（2014年7月24日）
- BinaryStar（2014年9月4日）
- 熱血異能部活譚 Trigger Kiss（2014年10月2日）
- AMNESIA LATER×CROWD V Edition（2014年10月16日）
- MARGINAL#4 IDOL OF SUPERNOVA（2014年11月13日）
- 戦場の円舞曲（2014年11月20日）
- Code:Realize 〜創世の姫君〜（2014年11月27日）
- DIABOLIK LOVERS VANDEAD CARNIVAL（2014年12月4日）
- ノルン＋ノネット ヴァールコモンズ（2014年12月11日）
- DIABOLIK LOVERS MORE,BLOOD LIMITED V EDITION（2015年1月15日）
- ROOT∞REXX（ルートレックス）（2015年1月22日）
- 黒蝶のサイケデリカ（2015年1月29日）
- 百華夜光（2015年2月12日）
- 薄桜鬼 随想録 面影げ花（2015年2月19日）
- DIABOLIK LOVERS DARK FATE（2015年2月26日）
- ノルン＋ノネット ラスト イーラ（2015年4月2日）
- CLOCK ZERO 〜終焉の一秒〜 ExTime（2015年4月23日）
- 華ヤカ哉、我ガ一族 モダンノスタルジィ（2015年4月30日）
- 華ヤカ哉、我ガ一族 幻燈ノスタルジィ（2015年5月28日）
- 猛獣使いと王子様 〜Flower ＆ Snow〜（2015年6月11日）
- 忍び、恋うつつ －雪月花恋絵巻－（2015年6月25日）
- 薄桜鬼 黎明録 思馳せ空（2015年7月2日）
- I DOLL U（アイドールユー）（2015年7月16日）
- KLAP!! 〜Kind Love And Punish〜（2015年7月30日）
- レンドフルール（2015年8月20日）
- 十三支演義 偃月三国伝1・2  （2015年8月27日）
- ゆのはなSpRING!（2015年9月17日）
- 薄桜鬼 真改 風ノ章（2015年9月25日）
- BAD APPLE WARS（2015年11月19日）
- 学園K -Wonderful School Days- V Edition（2015年12月17日）
- DIABOLIK LOVERS LUNATIC PARADE（2016年2月25日）
- ワンド オブ フォーチュン R（2016年3月17日）
- BROTHERS CONFLICT Precious Baby（2016年4月7日）
- ニル・アドミラリの天秤 帝都幻惑綺譚（2016年4月21日）
- ピリオドキューブ 〜鳥籠のアマデウス〜（2016年5月19日）
- 鏡界の白雪（2016年5月26日）
- 薄桜鬼 真改 華ノ章（2016年6月16日）
- 7'scarlet（2016年7月21日）
- Collar×Malice（2016年8月18日）
- 猛獣たちとお姫様（2016年8月25日）
- 薔薇に隠されしヴェリテ（2016年9月1日）
- 悠久のティアブレイド -Lost Chronicle-（2016年9月8日）
- ゆのはなSpRING! Cherishing Time（2016年9月15日）
- 灰鷹のサイケデリカ（2016年9月29日）
- PsychicEmotion6（サイキックエモーション ムー）（2016年10月6日）
- ノルン＋ノネット アクト チューン（2016年10月6日）
- 数乱digit（2016年10月20日）
- 薄桜鬼 遊戯録 隊士達の大宴会（2016年11月17日）
- Code：Realize 〜祝福の未来〜（2016年11月24日）
- 花朧 〜戦国伝乱奇〜（2017年1月19日）
- BLACK WOLVES SAGA - Weiβ und Schwarz -（2017年1月26日）
- DIABOLIK LOVERS LOST EDEN（2017年2月16日）
- ワンド オブ フォーチュン R2 〜時空に沈む黙示録〜（2017年3月9日）
- KLAP!! 〜Kind Love And Punish〜 Fun Party（2017年3月30日）
- 白と黒のアリス（2017年5月18日）
- MARGINAL#4 ROAD TO GALAXY（2017年5月25日）
- おそ松さん THE GAME はちゃめちゃ就職アドバイス -デッド オア ワーク-（2017年6月29日）
- 緋色の欠片 〜おもいいろの記憶〜（2017年7月27日）
- 猛獣たちとお姫様 〜in blossom〜（2017年9月7日）
- ニル・アドミラリの天秤 クロユリ炎陽譚（2017年9月21日）
- 忍び、恋うつつ ― 甘蜜花絵巻 ―（2017年9月28日）
- 悠久のティアブレイド -Fragments of Memory-（2017年10月5日）
- 蝶々事件ラブソディック（2017年11月30日）
- ネオ アンジェリーク 天使の涙（2017年12月7日）
- Code：Realize 〜白銀の奇跡〜（2017年12月21日）
- フォルティッシモ（2018年3月8日）
- イケメン戦国◆時をかける恋 新たなる出逢い（2018年3月22日）
- 天涯ニ舞ウ、粋ナ花（2018年4月26日）
- 真紅の焔 真田忍法帳（2018年6月28日）
- Collar×Malice -Unlimited-（2018年7月26日）
- CharadeManiacs（2018年8月9日）
- ピオフィオーレの晩鐘（2018年8月30日）
- ワンド オブ フォーチュン R2 FD 〜君に捧げるエピローグ〜（2018年10月4日）
- 白と黒のアリス -Twilight line-（2018年11月15日）
- VARIABLE BARRICADE（2019年4月4日）

### ニンテンドーDS
- 緋色の欠片 DS（2008年5月22日）
- 桜蘭高校ホスト部 DS（2009年3月19日）
- ウィル･オ･ウィスプ DS（2009年3月26日）
- ふしぎ遊戯 DS（2009年6月25日）
- 薄桜鬼 DS（2010年3月18日）
- 薄桜鬼 随想録 DS（2011年2月17日）
- 薄桜鬼 遊戯録 DS（2011年4月28日）
- 真・翡翠の雫 緋色の欠片2 DS（2011年6月16日）
- 蒼黒の楔 緋色の欠片3 DS（2011年8月25日）
- 学園ヘタリアDS（2012年3月8日）
- 薄桜鬼 黎明録 DS（2012年4月26日）

### ニンテンドー3DS
- 薄桜鬼 3D（2011年11月24日）

### Nintendo Switch
- 薄桜鬼 真改 風華伝 for Nintendo Switch（2018年9月6日）
- Code：Realize 〜彩虹の花束〜 for Nintendo Switch（2018年9月13日）
- ニル・アドミラリの天秤 色ドリ撫子（2018年9月20日）
- NORN9 LOFN for Nintendo Switch（2018年9月27日）
- Cendrillon palikA（2018年10月25日）
- ゆのはなSpRING！ ～Mellow Times～ for Nintendo Switch（2019年2月28日）
- DIABOLIK LOVERS CHAOS LINEAGE（2019年3月28日）
- レンドフルール for Nintendo Switch（2019年4月25日）
- 華ヤカ哉、我ガ一族 モダンノスタルジィ for Nintendo Switch（2019年5月16日）
- 私立ベルばら学園 ～ベルサイユのばらRe*imagination～（2019年5月23日）
- 猛獣使いと王子様 ～Flower ＆ Snow～ for Nintendo Switch（2019年5月30日）
- 華ヤカ哉、我ガ一族 幻燈ノスタルジィ for Nintendo Switch（2019年6月20日）
- CLOCK ZERO ～終焉の一秒～ Devote（2019年6月27日）
- Tlicolity Eyes -twinkle showtime-（2019年7月18日）
- ピオフィオーレの晩鐘 -ricordo-（2019年7月25日）
- 片恋いコントラスト ―collection of branch―（2019年8月22日）
- BROTHERS CONFLICT　Precious Baby for Nintendo Switch（2019年8月29日）
- AMNESIA for Nintendo Switch（2019年9月12日）
- 蛇香のライラ ～Trap of MUSK～（2019年9月19日）
- 薄桜鬼 真改 月影ノ抄（2019年9月26日）
- AMNESIA LATER×CROWD for Nintendo Switch（2019年10月3日）
- 幻奏喫茶アンシャンテ（2019年10月10日）
- DIABOLIK LOVERS GRAND EDITION for Nintendo Switch（2019年11月21日）
- Collar×Malice for Nintendo Switch（2020年3月12日）
- オランピアソワレ（2020年4月16日）
- DAIROKU：AYAKASHIMORI（2020年5月28日）
- VARIABLE BARRICADE NS（2020年6月18日）
- Code：Realize ～白銀の奇跡～ for Nintendo Switch（2020年7月16日）
- 薄桜鬼 真改 銀星ノ抄（2020年7月30日）
- キューピット・パラサイト（2020年8月20日）
- 忍び、恋うつつ for Nintendo Switch（2020年8月27日）
- ビルシャナ戦姫 〜源平飛花夢想〜（2020年9月17日）
- 明治活劇 ハイカラ流星組 －成敗しませう、世直し稼業－（2020年9月24日）
- ピオフィオーレの晩鐘 -Episodio1926-（2020年11月12日）
- LoverPretend（2021年3月25日）
- 時計仕掛けのアポカリプス（2021年4月22日）
- Paradigm Paradox（2021年5月27日）
- 白と黒のアリス for Nintendo Switch（2021年6月24日）
- 君は雪間に希う（2021年7月29日）
- AMNESIA World for Nintendo Switch（2021年8月19日）
- 薄桜鬼 真改 黎明録（2021年8月26日）
- CharadeManiacs for Nintendo Switch（2021年9月16日）
- スペードの国のアリス ～Wonderful White World～（2021年9月30日）
- 終遠のヴィルシュ -ErroR:salvation-（2021年10月7日）
- 乙女ゲームの破滅フラグしかない悪役令嬢に転生してしまった… 〜波乱を呼ぶ海賊〜（2022年2月10日）
- ビルシャナ戦姫 〜一樹の風〜 (2022年3月31日)
- イケメン戦国◆時をかける恋　新たなる出逢い for Nintendo Switch (2022年4月28日)
- ラディアンテイル (2022年5月26日)
- KLAP!! for Nintendo Switch (2022年6月9日)
- 天獄ストラグル -strayside- (2022年7月28日)
- 十三支演義 偃月三国伝1・2 for Nintendo Switch (2022年9月22日)
- 薄桜鬼 真改 天雲ノ抄 (2022年10月6日)
- SympathyKiss (2022年11月17日)
- 戦場の円舞曲 for Nintendo Switch (2023年4月13日)
- テミラーナ国の強運姫と悲運騎士団 (2023年4月27日)
- ワンド オブ フォーチュン Ｒ for Nintendo Switch (2023年5月18日)
- Princess Arthur for Nintendo Switch (2023年5月25日)
- 薄桜鬼SSL ～sweet school life～ for Nintendo Switch (2023年6月15日)
- 9 R.I.P. (2023年6月29日)
- ワンド オブ フォーチュン Ｒ２ ～時空に沈む黙示録～ for Nintendo Switch (2023年7月20日)
- スペードの国のアリス ～Wonderful Black World～ (2023年8月3日)
- 薄桜鬼 真改 万葉ノ抄 (2023年8月10日)
- ラディアンテイル ～ファンファーレ！～ (2023年8月31日)
- 終遠のヴィルシュ -EpiC:lycoris- (2023年9月7日)
- ワンド オブ フォーチュン Ｒ２ ＦＤ ～君に捧げるエピローグ～ for Nintendo Switch (2023年9月14日)
- キューピット・パラサイト -Sweet & Spicy Darling.- (2023年11月30日)
- 真紅の焔 真田忍法帳 for Nintendo Switch (2024年2月15日)
- マツリカの炯-kEi- 天命胤異伝 (2024年2月29日)
- 薄桜鬼 真改 遊戯録　隊士達の大宴会 for Nintendo Switch (2024年3月28日)
- 猛獣たちとお姫様 for Nintendo Switch (2024年5月23日)
- 7’scarlet for Nintendo Switch (2024年7月11日)
- ミストニアの翅望 -The Lost Delight- (2024年7月18日)
- 夏空のモノローグ ～Another Memory～ (2024年7月25日)
- 緋色の欠片 玉依姫奇譚 ～おもいいろの記憶～ for Nintendo Switch (2024年8月1日)
- My9Swallows TOPSTARS LEAGUE (2024年8月29日)
- トラブル・マギア ～訳アリ少女は未来を勝ち取るために異国の魔法学校へ留学します～ (2024年9月12日)
- 燃えよ！ 乙女道士 ～華遊恋語～ (2024年9月26日)
- Honey Vibes (2024年10月3日)

### Microsoft Windows
- Amnesia: Memories（2015年8月） - Idea Factory Internationalによる移植、発売
- 薄桜鬼 真改　風ノ章（2017年8月25日） - Idea Factory Internationalによる移植、発売
- 薄桜鬼 真改　華ノ章（2018年3月15日） - Idea Factory Internationalによる移植、発売
- Tlicolity Eyes Vol.1（2018年6月29日）
- Tlicolity Eyes Vol.2（2018年7月27日）
- Tlicolity Eyes Vol.3（2018年8月31日）
- 片恋いコントラスト ―way of parting― 第一巻（2018年9月28日）
- 片恋いコントラスト ―way of parting― 第二巻（2018年10月26日）
- 片恋いコントラスト ―way of parting― 第三巻（2018年11月30日）
- 蛇香のライラ 〜Allure of MUSK〜第1夜（2018年12月21日）
- 蛇香のライラ 〜Allure of MUSK〜第2夜（2019年1月25日）
- 蛇香のライラ 〜Allure of MUSK〜第3夜（2019年2月22日）

## オトメイトf（フォルテ）
2009年1月20日に設立されたブランド。アドベンチャーゲームのみのオトメイトより幅広い展開を目指している。現時点で、主人公は全て男性キャラクター。

### 作品一覧

#### ニンテンドーDS（フォルテ）
- - 俺がオマエを守る（横スクロールアクション、2009年5月21日）
  - ダテにガメついワケじゃねェ!（ダンジョンメイクRPG、2009年10月29日）

## オトメイトレコード
2015年5月にティームエンタテインメントとの共同で設立されたCDレーベル。

## Webラジオ・番組
サロン・ド・オトメイト
- パーソナリティ - 岡野浩介
- 配信サイト - 音泉
- 配信期間 - 2008年4月〜9月（隔週金曜日配信）

オトメイトガーデン
- パーソナリティ - 岡野浩介
- 配信サイト - 音泉
- 配信期間 - 2009年2月〜2010年1月（隔週金曜日配信）

オトメイトSQUARE
- パーソナリティ - 鈴木千尋
- 配信サイト - 音泉
- 配信期間 - 2010年4月〜12月（隔週金曜日配信）

オトメイトTiara
- パーソナリティ - 鳥海浩輔
- 配信サイト - 音泉
- 配信期間 - 2011年3月〜2012年9月（毎月第2、第4金曜日配信）

オトメイトパラダイス
- パーソナリティ - 鳥海浩輔、日野聡
- 配信サイト - 音泉
- 配信期間 - 2012年11月〜2015年11月（毎月第2、第4金曜日配信）

オトメイトチャンネル
- 初代パーソナリティ -  森久保祥太郎
- 2代目パーソナリティ -  鳥海浩輔、平川大輔
- 初代アシスタント - 天﨑滉平、梅原裕一郎、八代拓
- 2代目アシスタント - 井上雄貴、佐藤祐吾、山谷祥生
- 配信サイト - ニコニコ生放送
- 配信期間 - 初代:2014年5月〜2017年3月、2代目:2017年4月〜（月1回生放送）

オトメイトクラブ 〜ラジオ部〜
- パーソナリティ - 津田健次郎、田丸篤志
- 配信サイト - 音泉
- 配信期間 - 2016年4月19日〜（毎月第1、第3火曜日配信）